# Långtjärnen (Degerfors socken, Västerbotten, 717337-168386)
Långtjärnen är en sjö i Vindelns kommun i Västerbotten och ingår i Sävaråns huvudavrinningsområde. Sjön har en area på 0,218 kvadratkilometer och ligger 252,7 meter över havet. Långtjärnen ligger i Sävarån Natura 2000-område.

## Delavrinningsområde
Långtjärnen ingår i det delavrinningsområde (717454-168259) som SMHI kallar för Utloppet av Långtjärnen. Medelhöjden är 280 meter över havet och ytan är 4,68 kvadratkilometer. Det finns ett avrinningsområde uppströms, och räknas det in blir den ackumulerade arean 9,16 kvadratkilometer. Vattendraget som avvattnar avrinningsområdet har biflödesordning 2, vilket innebär att vattnet flödar genom totalt 2 vattendrag innan det når havet efter 122 kilometer. Avrinningsområdet består mestadels av skog (87 procent). Avrinningsområdet har 0,29 kvadratkilometer vattenytor vilket ger det en sjöprocent på 6,1 procent.